# Portuense (Quartiere)

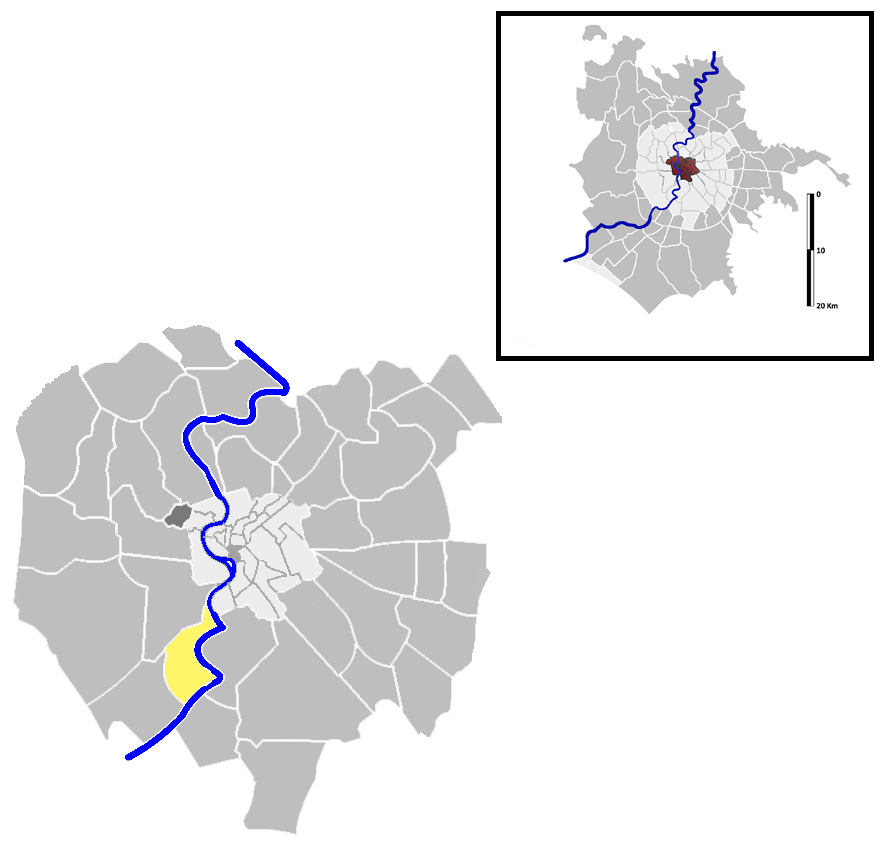
Lage von Portuensis in Rom

Portuense ist ein Quartier im Südwesten der italienischen Hauptstadt Rom. Der Name leitet sich von der Via Portuense. Es wir wird als Q.XI bezeichnet und ist Teil von Municipio XV und XVI. Es hat 83.159 Einwohner und eine Fläche von 4.9278 km².
Es bildet die mit dem Code 15.b bezeichnete « zone urbanistiche » , mit 29.366 Einwohnern.

## Geschichte
Portuense ist einer der ersten 15 Bezirke, die 1911 in Rom gegründet und 1921 offiziell anerkannt wurden.

## Besondere Orte
- Via Portuensis
- Santa Maria del Rosario di Pompei alla Magliana
- Santa Passera
- Gesù Divino Lavoratore
- Sacra Famiglia a Via Portuense
- Santi Aquila e Priscilla
- San Gregorio Magno alla Magliana Nuova, piazza Certaldo.